# مذبحة شرفات
تقع قرية شرفات غرب بيت صفافا وشمال بيت جالا على بعد 5 كم من مدينة القدس المحتلة، ويمر خط الهدنة الإسرائيلي – العربي (حدود عام 1948) على بعد 300م من القرية

## التفاصيل
في الثالثة من صبيحة يوم 7 فبراير عام 1951  وصلت ثلاث سيارات من القدس المحتلة إلى نقطة تبعد ثلاثة كيلو مترات ونصف عن خط السكة الحديدية جنوب غرب المدينة وتوقفت حيث ترجل منها نحو ثلاثين جندياً واجتازوا خط الهدنة وتسلقوا المرتفع باتجاه قرية شرفات الواقعة في الضفة الغربية والمطلة على القدس بمسافة تبعد نحو خمسة كيلو مترات. وقطع هؤلاء الجنود الأسلاك الشائكة المحيطة بالمدينة وأحاطوا ببيت مختار القرية، ووضعوا عبوات ناسفة في جدرانه وجدران البيت المحاذي له، ونسفوهما على من فيهما، وانسحبوا تحت حماية نيران زملائهم التي انصبت بغزارة على القرية وأهلها. وأسفرت هذه المذبحة عن سقوط عشرة شهداء: شـيخين وثلاث نسـاء وخمسة أطفال، كما أسفرت عن وقوع ثمانية جرحى جميعهم من النساء والأطفال.

## بعد المجزرة
دمرت القوات الصهيونية بعد هذه المذبحة جميع منازل قرية شرفات، وأُقيمت على اراضي القرية مستوطنة جيلو والبعض من اراضي بيت جالا.